# Lago di Brosno
Il lago di Brosno è un lago situato nella parte europea della Russia nella regione di Tver', vicino ad Andreapol'. È il luogo in cui si dice abiti il criptide chiamato Drago di Brosno. La profondità del lago è di circa 43 metri nel suo punto più profondo, e ha una chiesa sommersa nella sua parte occidentale.